# 尊師マーチ
尊師マーチ（そんしマーチ）は、オウムソングの一つ。元となった麻原彰晃マーチについても記述する。

## 概要
覚えやすく軽快なメロディーが特徴である。オウム真理教の作成した他の楽曲と同様、バックのオーケストラにはシンセサイザーを用いていると推測される。
尊師マーチの元となった彰晃マーチは、1990年（平成2年）の第39回衆議院議員総選挙に出馬した真理党と麻原彰晃のPRソングの一つとして作曲され、出馬前年の1989年（平成元年）に麻原の自宅マンションにてレコーディングされた後、同年中に完成・公表された。当時、教団について積極的な情報収集を行っていた弁護士・坂本堤は生前に、知人の江川紹子（えがわしょうこ）の前で「しょうこーしょうこー」と歌ってみせている。
歌詞には麻原が立候補した衆議院東京第4選挙区（東京都渋谷区・中野区・杉並区）の地名や、「消費税廃止」「教育改革」など真理党の政策を訴える内容が含まれていた。名目上の作詞・作曲者は真理の御魂 最聖 麻原彰晃尊師となっているが、真理党のビラのクレジットには作曲者は同教団の音楽班トップで元ミュージシャンの鎌田紳一郎、作詞者は麻原とあった。1995年（平成7年）10月7日付けの読売新聞夕刊の記事でも、鎌田が作曲者と記されている。振り付けは富田隆によって考案された。当時の真理党はこの曲や「魔を祓う尊師の歌」といったオウムソングを流しながら演説する宣伝スタイルであった。
宗教歌となる際に歌詞が改められ「新・麻原彰晃マーチ」が作成された。しかし、信者による「我々信者が尊師を呼び捨てにするのは問題がある」との意見から「彰晃」の箇所は「尊師」に変更され、曲名も尊師マーチに改められた。また、別バージョンとして麻原のシヴァ大神への帰依を歌ったシヴァ大神マーチがある。

### 社会への影響・反響
1995年（平成7年）の初頭に発生した地下鉄サリン事件以降、同年中はオウム関連報道が過熱した。特に前述の真理党による選挙活動の記録映像も放映される機会が増加し、特徴的なメロディに影響を受けた小学生が教室でリコーダーやピアニカ、ハーモニカを使って尊師マーチを耳コピして演奏することや、登下校の際に口ずさんでいることが報道され問題となった。
野球選手の松井秀喜はこの曲が頭から離れなくなり、バッターサークルに立っているとき常に歌ってしまっていたという。また、原辰徳はエンマの数え歌を覚えてしまった。このブームに対し、オウムはサティアンショップなどでカセットテープを販売していた。